# Station Kraków Batowice
Station Kraków Batowice is een spoorwegstation in de Poolse plaats Krakau.